# Triathlon ai Giochi della XXXIII Olimpiade - Gara femminile
Il Triathlon femminile è stata una delle tre gare di Triathlon ai Giochi della XXXIII Olimpiade; la gara si è svolta il 31 luglio 2024 presso il Pont Alexandre III.

## Risultati
Legenda
- #: numero di pettorale dell'atleta nella gara
- Nuoto: tempo richiesto all'atleta per completare la parte di nuoto
- Ciclismo: tempo richiesto all'atleta per completare la parte di ciclismo
- Corsa: tempo richiesto all'atleta per completare la parte di corsa
- Differenza: differenza tra il tempo dell'atleta e quello del vincitore della competizione
- Lapped: denota che l'atleta è stato doppiato e allontanato dal percorso
- * Il tempo totale include entrambi transizioni

| Class   | # | Nazione       | Triatleta           | Nuoto | Ciclismo | Corsa | Tempo totale* | Differenza |
| ------- | - | ------------- | ------------------- | ----- | -------- | ----- | ------------- | ---------- |
| Oro     |   | Francia       | Cassandre Beaugrand |       |          |       | 1:54:55       | 0          |
| Argento |   | Svizzera      | Julie Derron        |       |          |       | 1:55:01       | + 0:06     |
| Bronzo  |   | Gran Bretagna | Beth Potter         |       |          |       | 1:55:10       | + 0:15     |